# Мю Лебедя
Мю Лебедя (μ Лебедя, Mu Cygni, μ Cygni, сокращ. Mu Cyg, μ Cyg) — двойная звезда в северном созвездии Лебедя, расположенная прямо на границе с созвездием Пегас, в 3,1° к северу от Каппы Пегаса. Мю Лебедя имеет видимую звёздную величину +4.49m, и, согласно шкале Бортля, видна невооружённым глазом даже на городском небе (англ. City sky).
Из измерений параллакса, полученных во время миссии Gaia, известно, что звезда удалена примерно на 72,1 св. лет (22,1 пк) от Земли. Звезда наблюдается севернее 62° ю. ш., то есть видна практически на всей территории обитаемой Земли, за исключением приполярных областей Антарктиды. Лучшее время для наблюдения — август.
Средняя пространственная скорость Мю Лебедя имеет компоненты (U, V, W)=(−5.24, 3.29, −42.5), что означает U=−5,24 км/с (движется по направлению от галактического центра), V=3,29 км/с (движется по направлению галактического вращения) и W=−42,5 км/с (движется в направлении галактического южного полюса). Мю Лебедя движется не очень быстро относительно Солнца: её радиальная гелиоцентрическая скорость практически равна 18 км/с, что в 2 раз больше скорости местных звёзд Галактического диска, а также это значит, что звезда удаляется от Солнца. По небосводу звезда движется на юго-восток.

## Имя звезды
Мю Лебедя (латинизированный вариант лат. Mu Cygni) является обозначением Байера, данным им звезде в 1603 году. Хотя звезда и имеет обозначение μ (Мю — 12-я буква греческого алфавита), однако сама звезда — 26-я по яркости в созвездии. 78 Лебедя (латинизированный вариант лат. 78 Cygni) является обозначением Флемстида.
Обозначения остальных компонентов как Мю Лебедя AB, AС, AD, AF, AG, BD, DE и DG вытекают из конвенции, используемой Вашингтонским каталогом визуально-двойных звёзд (WDS) для звёздных систем, и принятого Международным астрономическим союзом (МАС).

## Свойства двойной звезды
Мю Лебедя— это широкая пара звёзд: в телескоп видно, что это две звезды, блеск которых + 4,75m и +6,18m. Обе звезды отдалены друг от друга на угловое расстояние в 5,32 ", что соответствует большой полуоси орбиты между компаньонами, по крайней мере, 118 а.е. и периоду обращения по крайней мере, 789 лет (для сравнения радиус орбиты Плутон равен 39,5 а.е. и период обращения равен 247,9 лет, то есть Мю Лебедя B находится в 3 раза дальше). У орбиты довольно большой эксцентриситет, который равен 0.66. Таким образом, в процессе вращения друг вокруг друга звёзды, то сближаются на расстояние 40,12 а.е., то удаляются на расстояние 195,88 а.е. Наклонение в системе не очень велико м составляет 75,5°, как это видится с Земли. Эпоха периастра, то есть год, когда звезды приблизились друг к другу на минимальное расстояние — 1958 год.
Если мы будем смотреть со стороны Мю Лебедя A на Мю Лебедя B, то мы увидим жёлтую звёздочку, которая светит с яркостью от −19,13m до −15,65	m, то есть с яркостью от 360 до 14,64 Лун в полнолуние в зависимости от положения звезды на орбите. Причём угловой размер звезды (в среднем) будет — 0,0049° (в среднем), то есть в 102 раза меньше нашего Солнца. С другой стороны, если мы будем смотреть со стороны Мю Лебедя B на Мю Лебедя A, то мы увидим бело-жёлтую звезду, которая светит с яркостью −20,56m до −17,09m, то есть с яркостью от 1345 до 54,66 Лун в полнолунии. Причём угловой размер звезды (в среднем) будет — 0,0085°, то есть в 59 раз меньше нашего Солнца. Более точные параметры звёзд приведены в таблице:
| | В периастре (39,5 а.е.) | В периастре (39,5 а.е.)        | В периастре (39,5 а.е.) | В периастре (39,5 а.е.)        | В периастре (39,5 а.е.) | В апоастре (195 9 а.е.) | В апоастре (195 9 а.е.)        | В апоастре (195 9 а.е.) | В апоастре (195 9 а.е.)        | В апоастре (195 9 а.е.) |
| m | L☾                      | {\displaystyle L_{\bigodot }}% | D″                      | {\displaystyle D_{\bigodot }}% | m                       | L☾                      | {\displaystyle L_{\bigodot }}% | D″                      | {\displaystyle D_{\bigodot }}% |                         |
| --- | ----------------------- | ------------------------------ | ----------------------- | ------------------------------ | ----------------------- | ----------------------- | ------------------------------ | ----------------------- | ------------------------------ | ----------------------- |
| A→B | -19,13                  | 360                            | 0,09 %                  | 52,5                           | 3 %                     | -15,65                  | 14,64                          | 0,00366 %               | 10,6                           | 0,59 %                  |
| B→A | -20,56                  | 1345                           | 0,34 %                  | 100,5                          | 5,1 %                   | -17,09                  | 54,66                          | 0,01 %                  | 18,4                           | 1,0 %                   |
| - m — видимая звёздная величина; - L☾ — светимость, выраженная в светимостях Луны в полнолуние; - {\displaystyle L_{\bigodot }}% — светимость, выраженная в процентах от светимости Солнца; - D″ — угловой диаметр звезды выраженный в угловых секундах (угловой радиус Солнца — 3600″); - {\displaystyle D_{\bigodot }}% — диаметр звезды выраженный в процентах от диаметра Солнца; |                         |                                |                         |                                |                         |                         |                                |                         |                                |                         |

Возраст системы Мю Лебедя оценён очень неконкретно: с одной стороны для звезды Мю Лебедя A возраст указан как 3,46 млрд., с дрцгой стороны для звезды Мю Лебедя B возраст указан как 7,11 млрд.. Однако, зная, что возраст пары звёзд должнн быть одинаковый, а также зная, что звёзды с массой 1,31 {\displaystyle M_{\bigodot }} живут на главной последовательности порядка 4,7 млрд. лет, первое значение возраста представляется более верным. Таким образом, у звезды Мю Лебедя A осталось очень не много времени (~1,0 млрд. лет), прежде чем она откажется от ядерного синтеза в своём ядре и превратится сначала в субгиганта, затем станет красным гигантом, а затем сбросив свои внешние оболочки в виде планетарной туманности станет белым карликам.
Мю Лебедя демонстрирует лёгкую переменность: во время наблюдений яркость звезды меняется на несколько сотых величин, но без какой-либо периодичности, тип переменной также не установлен, хотя скорее всего она является переменной звездой типа Дельты Щита. Звезды подобного класса являются представителями галактического диска (плоская компонента) и феноменологически близки к переменным типа SX Феникса.

### Свойства компонента A
Мю Лебедя A — карлик спектрального класса F6V, что указывает на то, что водород в ядре звезды ещё служит ядерным «топливом», то есть звезда находится на главной последовательности. Звезда излучает энергию со своей внешней атмосферы при эффективной температуре около 6354 К, что придаёт ей характерный жёлто-белый цвет звезды спектрального класса F.
Масса звезды обычна для карлика и составляет 1,31 {\displaystyle M_{\bigodot }}, но велика для её спектрального класса F6, для которого более характерны массы на 10 % меньше. В связи с небольшим расстоянием до звезды её радиус может быть измерен непосредственно, и первая такая попытка была сделана в 1922 году. Угловой размер звезды тогда был оценён в 1,2 mas, а это значит, что на таком расстоянии её абсолютный радиус равен 1,1 {\displaystyle R_{\bigodot }}, что как мы знаем сегодня было в 1,7 раза меньше истинного диаметра. Вторая попытка была предпринята в 1969 году: тогда угловой размер звезды тогда был оценён в 0,66 mas, а это значит, что её абсолютный радиус был снова оценён в 1,1 {\displaystyle R_{\bigodot }}. Сейчас мы знаем, что радиус звезды составляет 1,88 {\displaystyle R_{\bigodot }}, что очень много для звезды её спектрального класса, для которого более характерны радиусы звёзд на две третьих меньше. Светимость звезды так же велика для карлика и составляет 6,0 {\displaystyle L_{\bigodot }}, однако и радиус и светисость вполне нормальны для звезды наводящейся с стадии перехода к субгиганту. Для того, чтобы планета, аналогичная нашей Земле, получала примерно столько же энергии, сколько она получает от Солнца, её надо было бы поместить на расстоянии 2,45 а. е., то есть примерно в поясе астероидов, а более конкретно туда, где находится астероид Парфенопа. Причём с такого расстояния Мю Лебедя A выглядела бы на 18 % меньше нашего Солнца, каким мы его видим с Земли — 0,41° (угловой диаметр нашего Солнца — 0,5°).
Звезда имеет поверхностную гравитацию 3,93 СГС или 85,1 м/с2, то есть почти втрое меньше, чем на Солнце (274,0 м/с2), что, по-видимому, может объясняться большой поверхностью звезды, переходящей к стадии субгиганта. Звезды, имеющие планеты, имеют тенденцию иметь большую металличность по сравнению Солнцем, но Мю Лебедя A имеет значение металличности почти на половину меньше, чем на Солнце: содержание железа в ней относительно водорода составляет 69,2 %, что позволяет предположить, что звезда пришла из других областей Галактики, где было меньше металлов, и рождено в молекулярном облаке благодаря менее плотному звёздному населению и меньшему количеству сверхновых звёзд. Скорость вращения у Мю Лебедя A почти в шесть раз больше солнечной и равна 11,6 км/с, что даёт период вращения звезды — 8,4 дня.

### Свойства компонента B
Мю Лебедя B — жёлтый карлик солнечного спектрального класса G2V , что указывает на то, что водород в ядре звезды ещё служит ядерным «топливом», то есть звезда находится на главной последовательности. Звезда излучает энергию со своей внешней атмосферы при эффективной температуре около 5998 К, что придаёт ей характерный жёлтый цвет звезды спектрального класса G. Масса звезды, характерна для звезды спектрального класса G2 и равна 0,99 {\displaystyle M_{\bigodot }}.
В связи с небольшим расстоянием до звезды её радиус может быть измерен непосредственно, и такая попытка была сделана в 1973 году. Его абсолютный радиус был оценён в 1,0 {\displaystyle R_{\bigodot }}, который, характерен для жёлтых карликов спектрального класса G2, но в то же время на 10 % меньше, чем у Мю Лебедя B. Светимость звезды также оказалась великовата для звёзд спектрального класса G2, она равна 1,4 {\displaystyle L_{\bigodot }}. Для того чтобы планета, аналогичная нашей Земле, получала примерно столько же энергии, сколько она получает от Солнца, её надо было бы поместить на расстоянии 1,18 а.е., то есть примерно на 18 % дальше, чем в Солнечной системе расположена Земля. Причём с такого расстояния, Мю Лебедя B выглядела бы в практически как наше Солнце, каким мы его видим с Земли — 0,49° (угловой диаметр нашего Солнца — 0,5°).
Звезда имеет поверхностную гравитацию 4,33 СГС или 213,8 м/с2, то есть почти на четверть меньше, чем на Солнце (274,0 м/с2). Звезды, имеющие планеты, имеют тенденцию иметь большую металличность по сравнению Солнцем, но Мю Лебедя B имеет значение металличности почти на половину меньше, чем на Солнце: содержание железа в ней относительно водорода составляет 57,5 %. Скорость вращения у Мю Лебедя A втрое выше солнечной и равна 6,4 км/с, что даёт период вращения звезды — 8,8 дня.
Предполагая, что эволюция жизни на углеродной основе, носит универсальный характер и полагая, что в космосе действуют те же законы, что и на Земле, можно сказать, что на планете аналогичной Земле у Мю Лебедя B эволюция находится на стадии протерозоя, а более конкретно на стадии неопротерозой. На планете уже существуют многоклеточные организмы которые формируют некое подобие твёрдой оболочки или скелета, а также начали формироваться грибы. Однако, никаких планет у звезды, пока, не обнаружено.

## История изучения кратности звезды
В 1823 году В. Я. Струве, открыл, что Мю Лебедя является, как минимум четырёхкратной звездой, то есть открыл компоненты AB, AD и BD и звёзды вошли в каталоги как STF2822. Однако звезда наблюдалась с 1777 года У. Гершелем и он является открывателем двойственности звезды. Затем в 1878 году было определено, что звезда является пятикратной, то есть был открыл компонент AC. В 1907 году английский астроном Т. Эспин определил, что компонент D сам является спектрально-двойной звездой, то есть был открыт компонент DE и звёзды вошли в каталоги как ES 521. В 1999 году у звезды были открыты ещё 3 компонента AF, AG и DG. Согласно Вашингтонскому каталогу визуально-двойных звёзд, параметры этих компонентов приведены в таблице:
| Компонент | Год  | Количество измерений | Позиционный угол | Угловое расстояние | Видимая звёздная величина компонента I | Видимая звёздная величина компонента II |
| AB        | 1777 | 726                  | 108°             | 11.0″              | 4.75m                                  | 6.18m                                   |
| AB        | 1823 | 726                  | 109°             | 5,6″               | 4.75m                                  | 6.18m                                   |
| AB        | 1994 | 726                  | 305°             | 2,1″               | 4.75m                                  | 6.18m                                   |
| AB        | 2018 | 726                  | 321°             | 1.6″               | 4.75m                                  | 6.18m                                   |
| AC        | 1878 | 16                   | 263°             | 35,3″              | 4.75m                                  | 12.93m                                  |
| AC        | 1987 | 16                   | 289°             | 68,2″              | 4.75m                                  | 12.93m                                  |
| AC        | 2012 | 16                   | 292°             | 76.6″              | 4.75m                                  | 12.93m                                  |
| AD        | 1800 | 54                   | 62°              | 216.5″             | 4.75m                                  | 6.94m                                   |
| AD        | 1823 | 54                   | 61°              | 217,4″             | 4.75m                                  | 6.94m                                   |
| AD        | 1956 | 54                   | 52°              | 199″               | 4.75m                                  | 6.94m                                   |
| AD        | 2014 | 54                   | 44°              | 196.9″             | 4.75m                                  | 6.94m                                   |
| AF        | 1999 | 3                    | 73°              | 113.7″             | 4.75m                                  | 12.64m                                  |
| AF        | 2012 | 3                    | 72°              | 111.5″             | 4.75m                                  | 12.64m                                  |
| AG        | 1999 | 3                    | 73°              | 170.3″             | 4.75m                                  | 13.77m                                  |
| AG        | 2012 | 3                    | 72°              | 170.3″             | 4.75m                                  | 13.77m                                  |
| BD        | 1823 | 24                   | 60°              | 213.9″             | 6.18m                                  | 6.94m                                   |
| BD        | 1902 | 24                   | 61°              | 54″                | 6.18m                                  | 6.94m                                   |
| BD        | 1909 | 24                   | 53°              | 204,7″             | 6.18m                                  | 6.94m                                   |
| BD        | 2014 | 24                   | 45°              | 196.7″             | 6.18m                                  | 6.94m                                   |
| DE        | 1907 | 7                    | 270°             | 14.3″              | 6.94m                                  | 13.13m                                  |
| DE        | 2015 | 7                    | 286°             | 17.50″             | 6.94m                                  | 13.13m                                  |
| DG        | 1999 | 3                    | 166°             | 93.5″              | 6.94m                                  | 13.77m                                  |
| DG        | 2015 | 3                    | 164°             | 89.60″             | 6.94m                                  | 13.77m                                  |

Обобщая все сведения о звезде, можно сказать, что у звезды Мю Лебедя есть спутник (компонент AB), звезда 6-й величины, находящийся на очень малом угловом расстоянии, которое он изменил, двигаясь по эллиптической орбите, в течение последних почти 250 лет и он, несомненно, настоящий компаньон.
Рядом находится, звезда 13-й величины (компонент AC), находящаяся на угловом расстоянии 76,6 секунд дуги у которой известен каталожный номер — UCAC3 238-289775. У звезды известен параллакс, и судя по нему звезда находится на расстоянии порядка 3200 св. лет, и соответственно она в систему Мю Лебедя она не входит, являясь просто фоновой звездой, лежащей на линии прямой видимости. Также рядом находится, звезда 7-й величины (компонент AD), находящаяся на угловом расстоянии 196,9 секунд дуги, сама являющаяся спектрально-двойной звездой, у которой также известен каталожный номер — HD 206874. У звезды известен параллакс, и судя по нему звезда находится на расстоянии порядка 270 св. лет, и соответственно она также в систему Мю Лебедя не входит, являясь просто фоновой звездой, лежащей на линии прямой видимости.
Судя по спектру звезды e есть ещё два компонента (компоненты AF и AG) звезды 13-й и 14-й звёзды величины, находящаяся на угловом расстоянии 111,5 секунд дуги и 168,1 секунд дуги, соответственно. Если эти данные верны, то сама система Мю Лебедя будет как минимум четырёхкратной звездой, а сами компоненты должны быть, судя по их светимостям, красными карликами.
Примерно то же самое можно сказать и о компонентах DE и DG звездых 13-й и 14-й звёзды величины, находящаяся на угловом расстоянии 17,5 секунд дуги и 89,6 секунд дуги от первичной звезды, соответственно. У компонента DE известен каталожный номер — UCAC3 238-289844, а также известен параллакс, и судя по нему, звезда находится на расстоянии порядка 2700 св. лет, и соответственно она также в систему Мю Лебедя не входит, являясь просто фоновой звездой, лежащей на линии прямой видимости. Однако, пара DE может быть настоящей парой звёзд. Звёзды удалены друг от друга на расстояние не менее 1000 а.е. и с учётом того, что карлик спектрального класса А5 имеет массу, примерно, 1,7 {\displaystyle M_{\bigodot }}, им потребуется по меньшей мере 24 000 лет для того чтобы сделать один оборот друг вокруг друга Также и компонент DG может быть спектрально-двойной звездой, а сам компонент G должен быть, судя по светимости, красным карликом.

## Ближайшее окружение звезды
Следующие звёздные системы находятся на расстоянии в пределах 20 световых лет от звезды Мю Лебедя (включены только: самая близкая звезда, самые яркие (<6,5m) и примечательные звёзды). Их спектральные классы приведены на фоне цвета этих классов (эти цвета взяты из названий спектральных типов и не соответствуют наблюдаемым цветам звёзд):
| Звезда         | Спектральный класс | Расстояние, св. лет |
| Тау Лебедя     | F0 IV0 IV          | 14.52               |
| Эпсилон Лебедя | K0 III             | 16.98               |
| 15 Пегаса      | F5 V-VI            | 17.35               |

Рядом со звездой, на расстоянии 20 световых лет, есть ещё 12 красных, оранжевых карликов и жёлтых карликов спектрального класса G, K и M, а также 2 белых карлика, которые в список не попали.